# 영국령 북극 영토
영국령 북극 지역 (British Arctic Territories)은 과거 영국령 북아메리카의 한 영토로, 북아메리카 대륙 북쪽에 있는 섬들로 구성되어 있다. 지금은 캐나다의 북극 제도라는 이름으로 알려져 있다.

## 역사
영국이 이 지역에 대한 영유권을 주장하게 된 것은 16세기 영국 탐험가 마틴 프로비셔가 (1535~1594)가 이 지역을 발견한 데 따른 것이다. 이 일대 섬들은 허드슨 베이 회사에서 무역독점권을 관리하던 루퍼트랜드 (허드슨만 유역)나 노스웨스턴 영토 (루퍼트랜드의 북쪽~서쪽 일대 본토)에 속하지 않는 것으로 취급되었다.
영국은 1870년 북아메리카 대륙 북부에 남아 있던 대다수 영토, 즉 노스웨스턴 영토와 루퍼츠 랜드를 캐나다로 이전하였다. 이들 영토의 대다수는 캐나다의 노스웨스트 준주가 되었으며, 매니토바주, 온타리오주, 퀘벡주, 브리티시컬럼비아주 등지에도 걸치게 되었다.
그럼에도 북극 제도만큼은 영국령 북아메리카의 영토로 남아 있다가, 1880년 영국 정부가  왕실 특권 하의 추밀원칙령인 인접영토령 (Adjacent Territories Order)를 제정하여 북극 제도의 통치권을 캐나다에 정식으로 넘겼다. 이는 먼로주의의 일환으로 미국이 북극 지역에 관심을 가질 가능성에 대한 우려 때문이었다.
1999년 4월 1일 캐나다는 노스웨스트 준주의 동부 일대를 누나부트 준주로 독립시켰으며, 북극 제도 대다수 섬도 누나부트 준주에 속하게 되었다. 누나부트 준주와 노스웨스트 준주 사이의 경계에 놓인 섬으로는 빅토리아섬, 멜빌섬, 매켄지킹섬, 보든섬이 있다.
깃발에 관한 웹사이트 '세계의 깃발'에서는 매년 4월 1일 만우절이 되면 영국령 북극 영토의 깃발을 게시하는 전통이 있다. 이로 인해 웹상에서 영국령 북극 영토의 깃발이 따로 있었다는 잘못된 정보가 계속해서 퍼지기도 한다.

## 같이 보기
- 캐나다 북부
- 북서항로